# Charles Cleveland Nutting
Pour les articles homonymes, voir Nutting.
Charles Cleveland Nutting (25 mai 1858 à Jacksonville (Illinois) aux États-Unis - 23 janvier 1927) est un zoologiste américain.

## Biographie
Il est le fils du révérend Rufus Nutting et de Margaretta Leib Hunt Nutting. Son père enseigne le grec à l’Illinois College de Jacksonville. La famille s’installe plus tard à Carlinville. Le jeune Nutting poursuit ses études à la Shortridge High School d’Indianapolis puis au Blackburn College. Il obtient en 1880 son Bachelor of Arts. Il suit les cours de David Starr Jordan (1851-1931), plus tard président de l’université Stanford. Il interrompt ses études un an et occupe un emploi de caissier dans le Colorado. Il reprend ses études et obtient son Master of Arts en 1882.
Nutting fait des voyages pour récolter des spécimens ornithologiques pour la Smithsonian Institution au Costa Rica (1882), au Nicaragua (1883), en Floride et dans les Caraïbes (1884).
Il commence un doctorat en 1886 à l’université d'État de l'Iowa sous la direction de Samuel Calvin (1840-1911) mais il l’interrompt au bout de quelques mois car il est embauché comme conservateur du muséum (ou Cabinet of Natural History) de l’université et instructeur en sciences naturelles. Il est promu professeur assistant en 1888, puis professeur et directeur du département de zoologie systématique en 1889. L’université Cornell lui attribue un doctorat honorifique en droit en 1926. Sous son action, le muséum de l’université grandit rapidement et acquiert une bonne renommée internationale. Il obtient notamment la conservation de la collection d’oiseaux et de mammifères de William Temple Hornaday (1854-1937).
Nutting organise et participe à plusieurs expéditions scientifiques : Manitoba (1891), Bahamas (1893), Fidji et Nouvelle-Zélande (1922), etc. Il participe également à l’expédition à bord de l’Albatross en 1902 dans l’archipel hawaïen.
Il étudie une large variété d’organismes, des protozoaires aux oiseaux et est, malgré ses convictions religieuses, un partisan de la théorie darwinienne. C’est surtout ses travaux en biologie marine qui retiennent l’attention et Nutting consacre 31 publications sur les cnidaires dont il décrit de nombreux nouveaux taxons soit 2 nouvelles familles, 7 nouveaux genres et 175 nouvelles espèces.
Nutting se marie le 10 août 1886 avec Elizabeth Hersman mais celle-ci décède cinq ans plus tard peu après la naissance de leur fille. Il se remarie en 1897 avec Eloise Willis, union dont naîtra deux fils.
Après son départ à la retraite en 1926, le département de zoologie connaît une réorientation profonde avec l’arrivée du généticien Wilbur Willis Swingle. Les collections d’invertébrés marins sont reléguées dans un couloir. En 1927, le muséum devient une entité autonome. Finalement, la plupart de ses collections finissent par être transférées au National Museum of Natural History, déménagement qui ne sera fini qu’en 1990.

## Honneurs
Plusieurs taxons lui ont été dédiés comme le genre d’hydrozoaire Nuttingia par Eberhard Stechow (1883-1959) en 1909. Il faut aussi citer différentes espèces :
- Oiseaux : Myiarchus nuttingi (1883) et Oryzoborus nuttingi (1884) par Robert Ridgway (1850-1929) ;
- Poissons : Antennarius nuttingi (1896) par Samuel Walton Garman (1843-1927) ; Gymnothorax nuttingi (1904) par John Otterbein Snyder (1867-1943) ; Polyipnus nuttingi (1905) par Charles Henry Gilbert (1859-1928) ;
- Gastéropodes : Murex nuttingi (1896) par William Healey Dall (1845-1927) ; Xanthis nuttingi (1898) par Mary Jane Rathbun (1860-1943), Turbonilla nuttingi (1909) par W.H. Dall et Paul Bartsch (1871-1960), Vasum globulus nuttingi (1919) par Junius Henderson (1865-1937) ;
- Bivalves : Barbatia nuttingi (1938) par W.H. Dall, P. Bartsch et Alfred Rehder (1863-1949) ;
- Étoiles de mer : Asteroschema nuttingi (1899) et Astropecten nuttingi (1915) par Addison Emery Verrill (1839-1926), Patagiaster nuttingi (1906) par Walter Kenrick Fisher (1878-1953) ;
- Porifères : Rhabdodermella nuttingi (1902) par Urban ;
- Crustacés : Pilumnus nuttingi (1906) par M.J. Rathbun, Crangon nuttingi (1924) par Waldo LaSalle Schmitt (1887-1977) ;
- Isopodes : Exosphaeroma nuttingi (1921) par Lee Boone ;
- Hydrozoaires : Calycella nuttingi (1909) et Lytocarpus nuttingi (1927) par Charles Wesley Hargitt (1852-1927) ; Plumularia nuttingi (1911) et Sertularella nuttingi (1914) par Armand Billard (1871-1942) ; Sertularia nuttingi (1913) par Georg Marius Reinald Levinsen (1850-1914) ; Diphasia nuttingi (1913) par Eberhard Stechow (1883-1959) ;
- Anthozoaires : Telesto nuttingi (1913) par Willy Georg Kükenthal (1861-1922) ; Suberogorgia nuttingi (1937) et Acabaria nuttingi (1939) par Gustav Stiasny (1877-1946), Peltastisis nuttingi (1976) par Grant ;
- Oursins : Histocidaris nnn (1926) par Ole Theodor Jensen Mortensen (1868-1952), Anthothela nuttingi (1956) par Frederick Merkle Bayer (1921-) ;
- Crinoïdes : compsometra nuttingi (1936) par Clark.

## Source
- Dale R. Calder (2004). From birds to hydroids: Charles Cleveland Nutting (1858–1927) of the University of Iowa, USA, Hydrobiologia, 530/531 : 13-25.  (ISSN 0018-8158)

## Note
1. ↑  National Library of New Zealand Catalogue (catalogue de bibliothèque), consulté le 9 avril 2024.
2. ↑  Celui-ci est le second plus ancien muséum à l'ouest du Mississippi et a été fondé en 1858.